# Автомобільна промисловість в Бельгії
Автомобільна промисловість Бельгії — галузь економіки Бельгії.

## Огляд

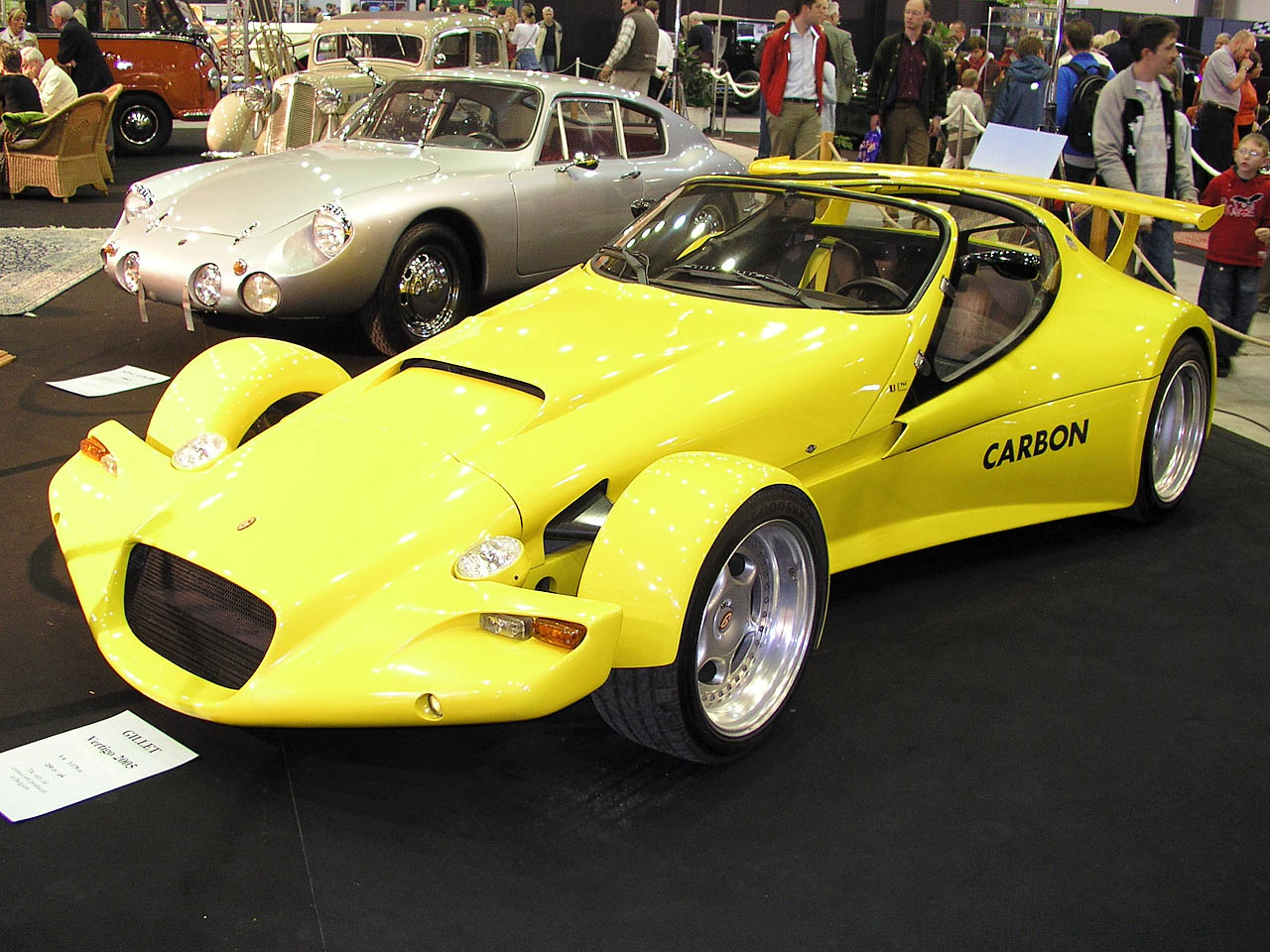
Gillet Vertigo (1997–2002)

На початку XX століття Бельгія була однією з провідних європейських автомобільних країн з відомими і технічно просунутими брендами. Проте вітчизняні виробники не з'являлись, а незабаром і зовсім зникли. В кінці століття Бельгія стала одним з найбільших європейських виробників автомобілів з річною продуктивністю до 1,2 млн та зі складальними заводами іноземних марок. Її автомобільна промисловість, головно орієнтована на експорт, скоротилася наполовину за останні роки (до 500 тисяч одиниць) через сильну конкуренцію та імпорт виробників з Близького та Далекого Сходу.
В даний час  автомобілі виробляються на заводах Audi (Audi Brussels) та Volvo (Volvo Car Gent), а заводи Renault (Vilvoorde Renault Factory), General Motors (Opel Antwerp) та Ford (Genk Body & Assembly) припинили випуск автомобілів.

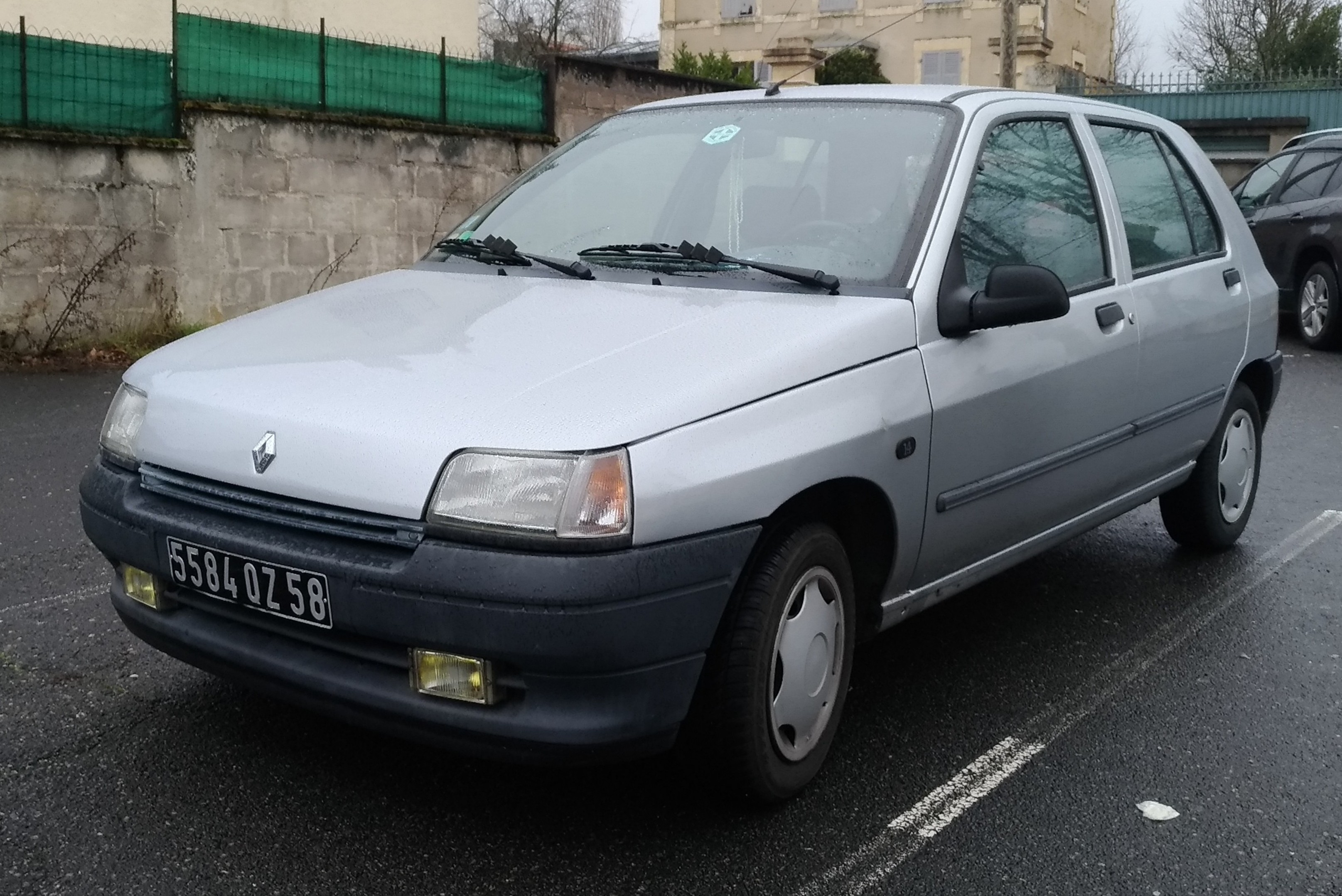
Renault Clio I (1990–1998)
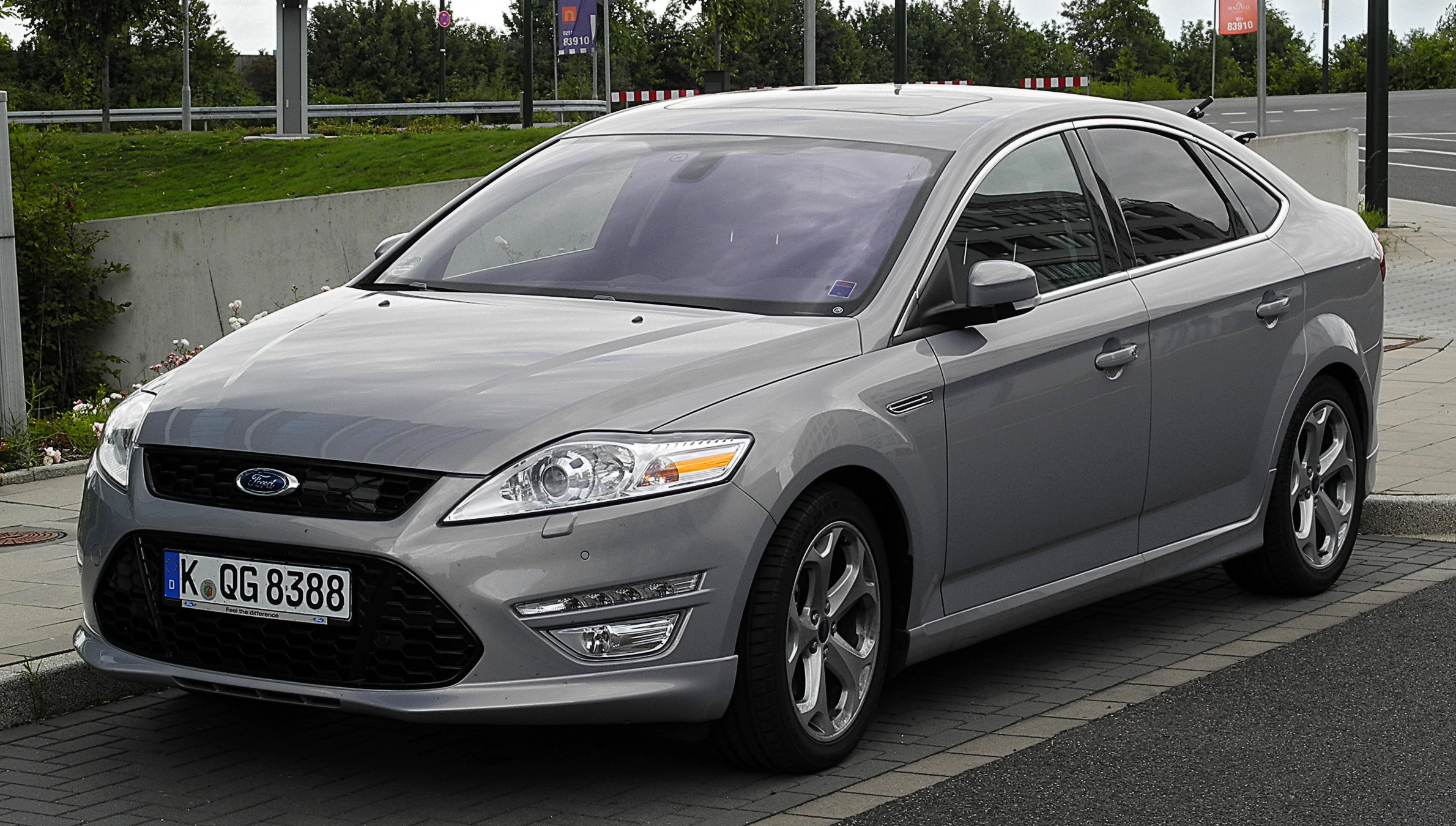
Ford Mondeo  Mk IV (2007–2014)
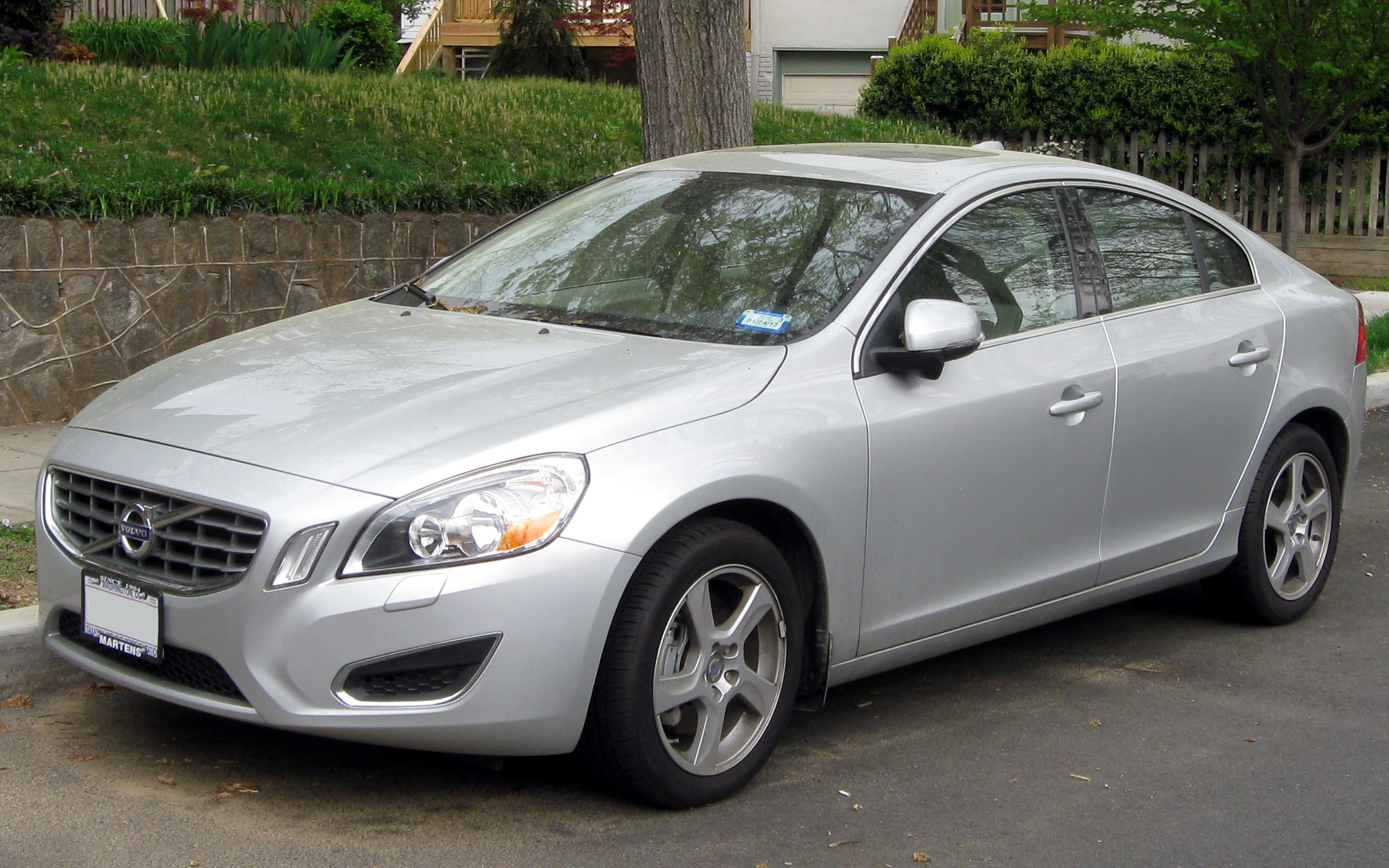
Volvo S60 II (2010–2018)
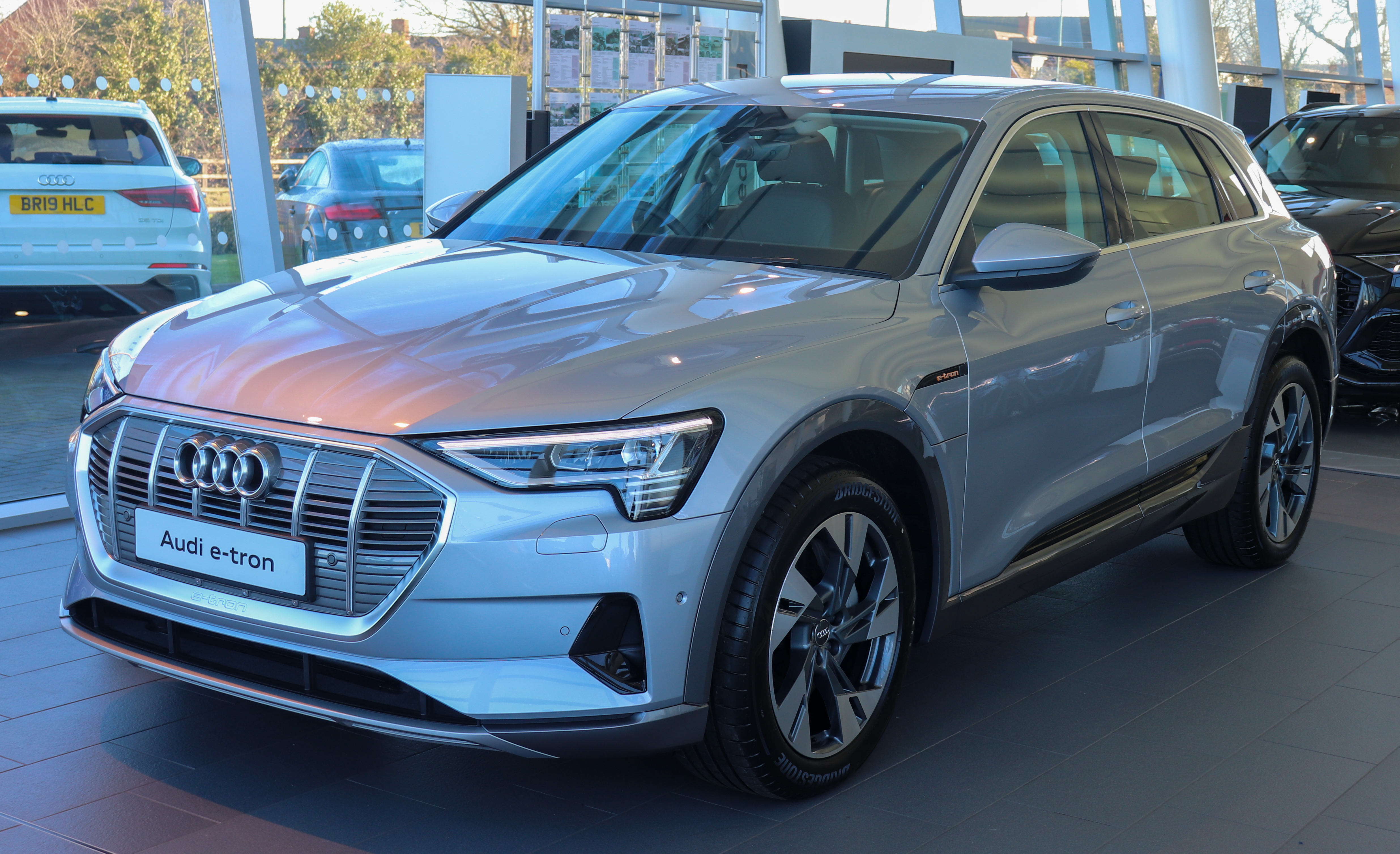
Audi Q8 e-tron (2018–наш час)

## Виробники

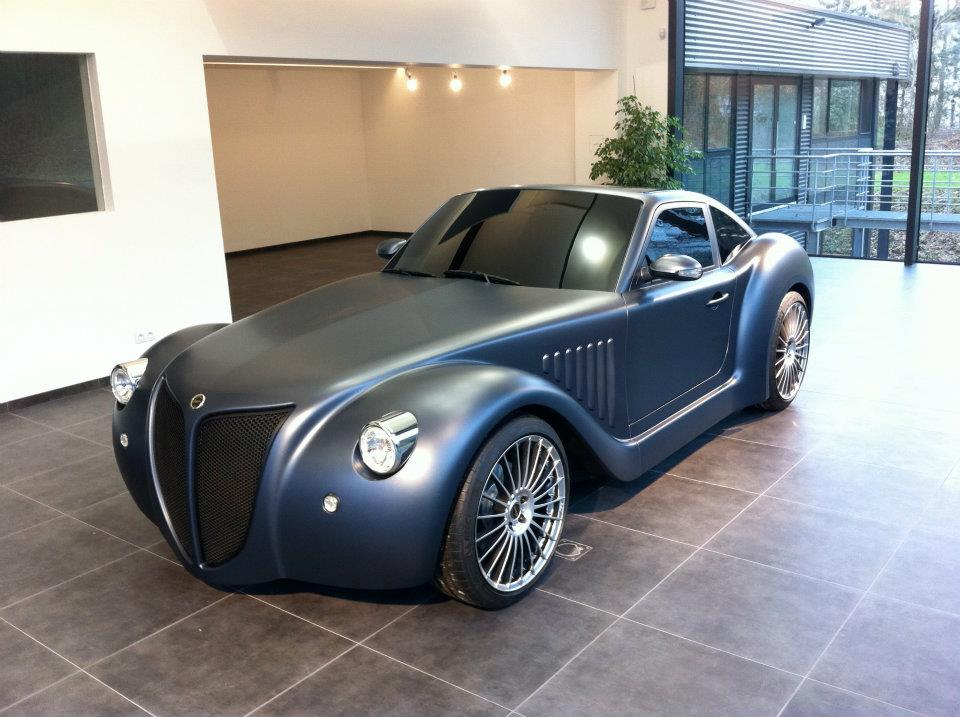
Imperia GP (2011–2012)

- ADK
- ADS
- Alatac
- Aldimi
- ALP
- Antoine
- Apal
- Ateliers Vivinus
- Auto-Mixte
- Automobiles Astra
- Belga Rise
- Delecroix
- Edran
- Execelsior
- Flaid
- FN Automotive
- FN Motorcycles
- Gillet
- Green Propulsion
  - Imperia
- Jeecy-Vea
- Juwel
- L'Auto Métallurgique
- Meeussen
- Minerva
- Nagant
- Pieper
- Pipe
- Ranger
- Springuel

## Обсяг виробництва за роками

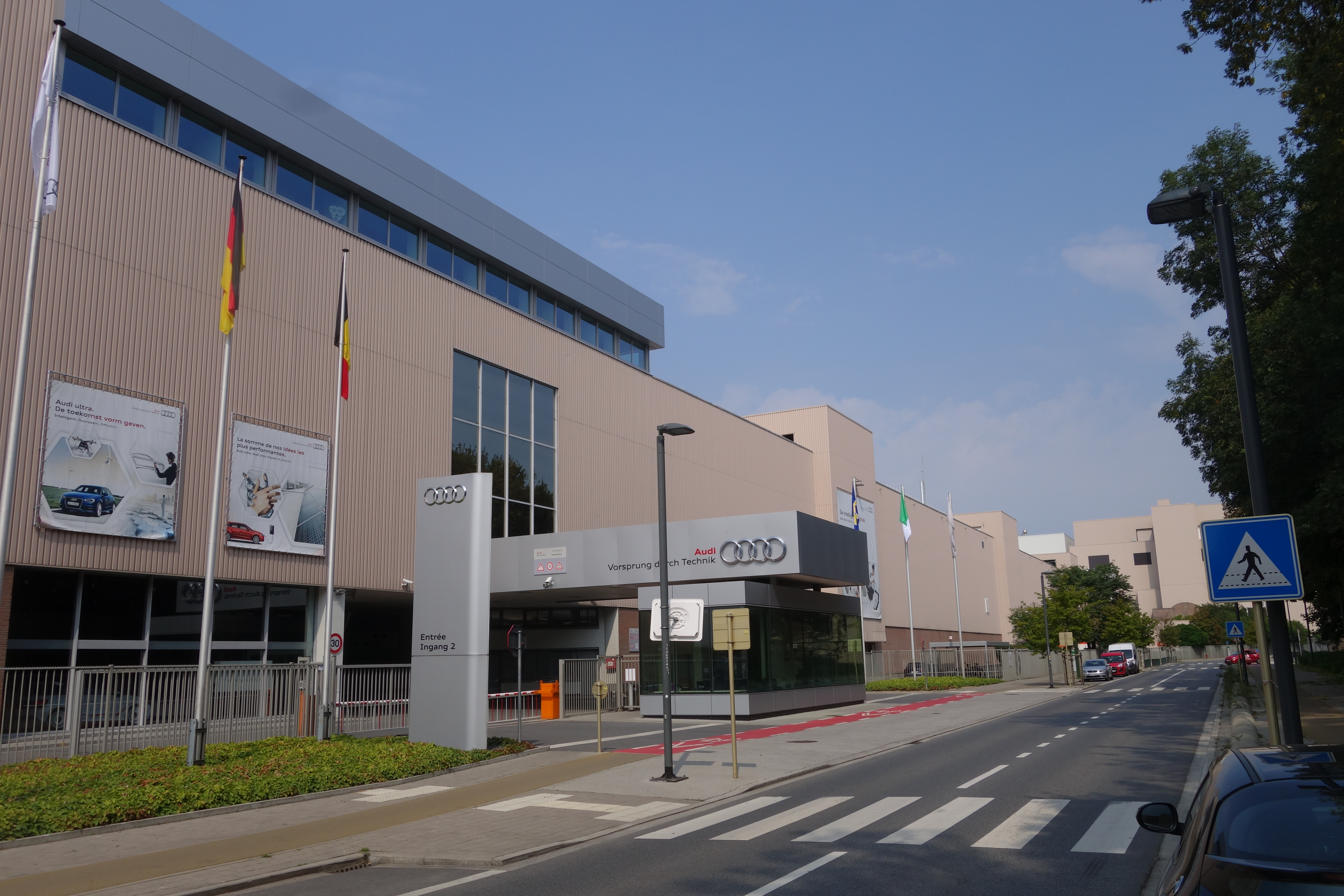
Завод Audi Brussels, 2017 рік

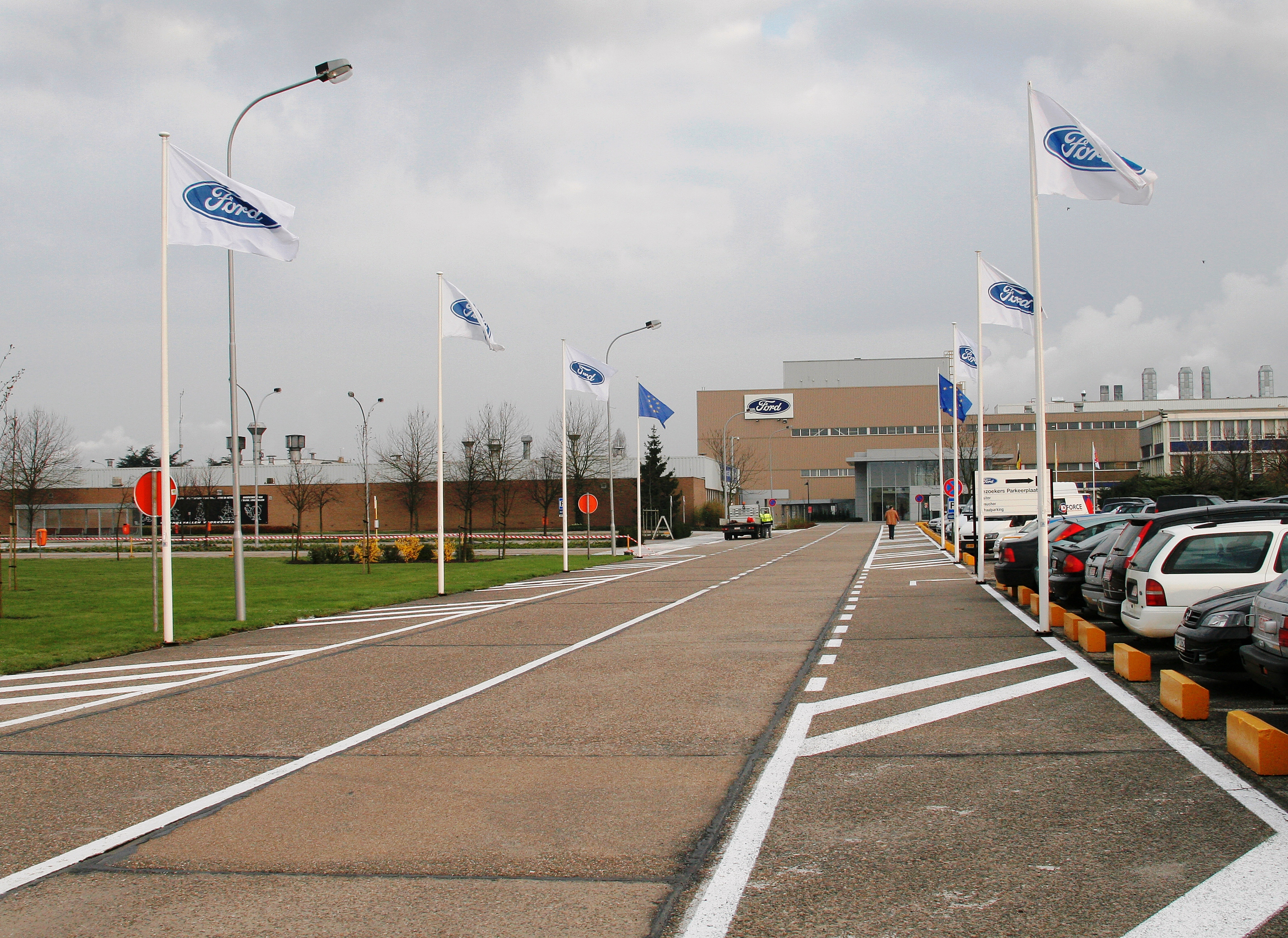
Завод Ford Belgium, 2006 рік

У 1990 році було вироблено 1,248,290 автомобілів, таким чином він став піковим для автомобільної промисловості в Бельгії.
| Рік  | Обсяг виробництва |
| ---- | ----------------- |
| 1960 | 1,000             |
| 1970 | 296,000           |
| 1980 | 923,426           |
| 1990 | 1,248,290         |
| 1995 | 468,000           |
| 2000 | 926,515           |
| 2005 | 253,279           |
| 2010 | 555,302           |
| 2011 | 595,084           |
| 2012 | 538,848           |
| 2013 | 503,504           |
| 2014 | 516,832           |
| 2015 | 409,340           |
| 2016 | 399,427           |
| 2017 | 379,140           |
| 2018 | 308,493           |
| 2019 | 285,797           |
| 2020 | 267,460           |
| 2021 | 261,038           |
| 2022 | 276,554           |
| 2023 | 332,103           |